# Peridontopyge guineae
Peridontopyge guineae är en mångfotingart som beskrevs av Filippo Silvestri 1907. Peridontopyge guineae ingår i släktet Peridontopyge och familjen Odontopygidae. Inga underarter finns listade i Catalogue of Life.